# Гавриш Ростислав Ігорович
Ростисла́в І́горович Га́вриш — солдат Збройних сил України.

## Життєпис
Вчитель Нагірненської ЗОШ. Два місяці воював у складі 24-ї механізованої бригади. 20 серпня біля Георгіївки внаслідок обстрілу в Ростислава сильно поранена права частина тіла, особливо рука. У бою була практично повністю знищена 1-ша рота 76-ї псковської дивізії повітряно-десантних військ, з усієї роти чисельністю 80 осіб вижили близько десяти бійців, інші загинули.
Лікувався в харківському та київському шпиталях.

## Нагороди
За особисту мужність і героїзм, виявлені у захисті державного суверенітету та територіальної цілісності України, вірність військовій присязі під час російсько-української війни
- нагороджений орденом «За мужність» III ступеня (9.4.2015).